# Hedwig Swimberghe
Hedwig Swimberghe (Brugge, 2 november 1950 is een Belgisch klarinettist.
Hij komt uit een muzikale familie, vader was muzikant (Koninklijk Scoutsharmonie Sint Leo), moeder kon goed zingen en ook zijn broer Erwin Swimberghe is musicus. Swimberghe is/was getrouwd met danseres en choreograaf Olivia Geerolf (1950-2023).
Hij kreeg zijn opleiding aan het Stedelijk Conservatorium Brugge en Koninklijk Conservatorium Gent bij docent Jean Tastenoe en ook bij Karl Leister te Berlijn. Hij won in Gent eerste prijzen, niet alleen op de klarinet maar ook op saxofoon en afdeling kamermuziek. Hij nam deel aan internationale concoursen in bijvoorbeeld Eindhoven ("Internationaal Tromp Concours") en Toulon ("Concours International du Festival du Toulon"), waar hij hoge ogen gooide. Hij treedt als solist op in binnen- en buitenland. Hij werd tevens klarinetleraar te Veurne en Brugge en assistent aan het Koninklijk Conservatorium Brussel. Hij werd soloklarinettist bij het Vlaams Radio Orkest, en nam ook zitting in het Belgisch Blaaskwintet.
Hij was tevens klarinetdocent aan de Erasmushogeschool Brussel (conservatoriumfaculteit) en in die hoedanigheid jurylid bij klarinetwedstrijden. In 1997 richtte hij vanuit zijn werkzaamheden aan het Brussels conservatorium het "Brussels Klarinettenkoor" (Brussels Clarinet Choir) op, dat repertoire bedient van klassiek tot hedendaags.